# Out of Hand
«Out of Hand» es una canción interpretada por el cantante estadounidense Gary Stewart. Fue publicada en septiembre de 1974 como el sencillo principal de su álbum de estudio del mismo nombre.

## Rendimiento comercial
En Estados Unidos, «Out of Hand» debutó en la posición número 66 de la lista Country Top 75 de la revista Cash Box durante la semana que terminó el 26 de octubre de 1974, donde se desempeñó como el tercer debut más alto de la edición. Después de escalar de manera constante la lista durante once semanas consecutivas, encabezó la lista el 4 de enero de 1975, donde desplazó la pista de Johnny Rodriguez, «We're Over», del puesto más alto. «Out of Hand»  salió de la lista Country Top 75 el 1 de febrero en la posición número 45; en total, pasó quince semanas consecutivas entre los rankings de la lista. En la lista Hot Country Singles de Billboard, «Out of Hand» alcanzó el puesto número 4 el 4 de enero.

## Lista de canciones
7-inch single – RCA PB-10062
1. «Out of Hand» – 2:47
2. «Draggin' Shackles» – 2:25

## Posicionamiento
| Gráfica (1974)                                 | Pico de posición |
| ---------------------------------------------- | ---------------- |
| Estados Unidos (Billboard Hot Country Singles) | 4                |
| Estados Unidos (Cash Box Country Top 75)       | 1                |
| Canadá (RPM Country Playlist)                  | 10               |